# Douglas Wakiihuri
Douglas Wakiihuri Maina (Mombasa, 26 settembre 1963) è un ex maratoneta keniota, medaglia d'argento ai Giochi olimpici di Seul 1988 dietro a Gelindo Bordin.
L'anno precedente si era laureato campione mondiale della specialità, la stessa in cui vinse una medaglia d'oro anche ai Giochi del Commonwealth 1990. In carriera ha vinto anche la maratona di Londra del 1989 e la maratona di New York del 1990.

## Palmarès
| Anno | Manifestazione          | Sede       | Evento   | Risultato | Prestazione | Note |
| ---- | ----------------------- | ---------- | -------- | --------- | ----------- | ---- |
| 1987 | Mondiali                | Roma       | Maratona | Oro       | 2h11'48"    |      |
| 1988 | Giochi olimpici         | Seul       | Maratona | Argento   | 2h10'47"    |      |
| 1990 | Giochi del Commonwealth | Auckland   | Maratona | Oro       | 2h10'27"    |      |
| 1992 | Giochi olimpici         | Barcellona | Maratona | 36º       | 2h19'38"    |      |

## Altre competizioni internazionali
1987
- 6º alla Beppu Oita Marathon ( Beppu) - 2h13'34"
- Oro alla Mezza maratona di Stoccolma ( Stoccolma) - 1h01'50"

1988
- 7º alla Maratona di Tokyo ( Tokyo) - 2h11'57"

1989
- Oro alla Maratona di Londra ( Londra) - 2h09'03"
- Oro alla Mezza maratona di Oslo ( Oslo) - 1h00'12"

1990
- Oro alla Maratona di New York ( New York) - 2h12'39"
- Argento alla BIG 25 Berlin ( Berlino), 25 km - 1h15'34"
- Argento alla Great North Run ( Newcastle upon Tyne) - 1h01'42"
- Bronzo alla Mezza maratona di Berlino ( Berlino) - 1h03'46"
- Oro alla 20 km di Bruxelles ( Bruxelles) - 57'21"

1991
- 6º alla Maratona di Boston ( Boston) - 2h13'30"
- Bronzo alla Sapporo Half Marathon ( Sapporo) - 1h04'48"

1994
- 38º alla Maratona di Londra ( Londra) - 2h19'25"
- 13º alla Route de Vin Half Marathon ( Grevenmacher) - 1h04'21"
- 6º alla Mezza maratona di Orlando ( Orlando) - 1h04'59"
- Argento alla Great South Run ( Portsmouth), 10 miglia - 47'23"
- 4º alla Great Midland Run ( Coventry) - 28'51"
- 7º alla Great Caledonian Run ( Edimburgo) - 30'04"

1995
- Oro alla Mezza maratona di Orlando ( Orlando) - 1h03'15"

1998
- 8º alla Route de Vin Half Marathon ( Grevenmacher) - 1h03'00"
- Oro alla Mezza maratona di Kansas City ( Kansas City) - 1h04'58"
- 12º alla Dam tot Damloop ( Zaandam), 10 miglia - 47'14"
- 11º alla Tulsa Run ( Tulsa), 15 km - 44'41"
- 10º alla Belgrade Race Through History ( Belgrado), 6 km - 17'56"

1999
- 4º alla Maratona di Honolulu ( Honolulu) - 2h18'59"